# F♯A♯∞
F♯ A♯ ∞ (произносится как «F-sharp, A-sharp, Infinity») — дебютный альбом канадской пост-рок группы Godspeed You! Black Emperor. Был выпущен дважды. В первый раз в 1997 на лейбле Constellation Records, а после 8 июня 1998 года на Kranky как расширенное издание продолжительностью 63:27. Альбом лишён традиционной лирики и по большому счету инструментальный.
Альбом был записан в Hotel2Tango в Монреале.
Первоначально он был выпущен в очень ограниченном количестве и в основном распространялся на концертах и рекламировался из уст в уста.

## Запись
В 1995, Mauro Pezzente переезжает на чердак в одном из домов Мэил Энда, Монреаль. Pezzente использует чердак как место для встреч и творческих вечеров, назвав его Gallery Quiva. В 1996 году из-за чада из автомастерской, что находилась ниже, он съезжает с квартиры. Вскоре, после отъезда Pezzente, Efrim Menuck занял эту жилплощадь и обосновал там Hotel2Tango, как базу для тренировок и звукозаписывающую студию. Здесь, в 1997 году, и происходила оригинальная запись F♯ A♯ ∞. К этому моменту в группе состояло 15 человек. В процессе подготовки альбома, количество участников сократилось до 10.
Результатом их работы стала пара продолжительных композиций длительностью около 20 минут каждая. После релиза, группа собиралась дать тур по США. Дабы донести музыку до большего количества людей, они отправили альбом в чикагский звукозаписывающий лейбл Kranky. Студия была впечатлена материалом и предложила переиздать его. Группа быстро вернулась в студию и перезаписала альбом, который был выпущен в июле 1998. В результате таких событий, альбом претерпел изменения — композиций стало три, а общая продолжительность составляла теперь около часа.

## Музыка
Все треки имеют ряд звуковых семплов, названные David Keenan, редактором музыкального журнала Wire, «эсхатологическими петлями записи». Таким образом, общую тему альбома называют апокалиптической. Британский режиссёр Дэнни Бойл был вдохновлен этим альбомом во время съемок «28 дней спустя» Во время интервью с The Guardian, пояснил он, «Я всегда стараюсь иметь саундтрек в голове при создании фильма. Например, когда я снимал „На игле“, это был треки Underworld. Для меня, саундтрек к „28 дней спустя“ были Godspeed You!»
Первый трек, «The Dead Flag Blues», начинается со зловещего введения, которое берет своё начало из неоконченного сценария написанного гитаристом Ефримом Менюком. Под монотонный ритм мелодии Menuck рассказывает о городе, где доминирует коррумпированная власть, а жители находятся в наркотическом бреду. Введение сопровождается звуками поезда и другими громкими шумами. Эта часть в конечном итоге перерастает в более позитивный музыкальный мотив, наполненный скрипкой, виолончелью и гитарой.
Второй трек, «East Hastings», названа в честь одной из улиц в заброшенной части Ванкувера Eastside. Она начинается с волынки напоминающую тему «The Dead Flag Blues» и криками уличного проповедника. Проповедь медленно успокаивается и переходит в новую часть именующуюся «The Sad Mafioso…», отредактированная версия которой появилась в фильме «28 дней спустя».
Последний трек, «Providence», значительно длиннее, чем первые два, длительностью около 30 минут. Джеймс Олдхэм из NME описал его как «часть „Хороший, плохой, злой“ и часть Spiritualized». Во вступлении присутствует часть интервью с человеком с улицы, которое является отсылкой к релизу «A Country Boy Can Survive» Хэнка Уильямса. Речь быстро сменяется на музыкальную составляющую из виолончели, скрипки, и валторны. На пике мелодии добавляются ударные и искаженное женское пение. В конце голос спрашивает слушателя: «Куда ты идешь? Куда ты идешь?». Этот голос является семплом песни «By My Side» группы Godspell. Затем следует коллаж из звуков, семплов и дрона. Наступают несколько минут тишины, а затем трек посвященный Джон Ли Хукеру.

## Упаковка
Название альбома произносится как «Фа-диез, Ля-диез, бесконечность». Это является отсылкой на музыкальные ключи с которых начинается и заканчивается проигрыш композиции. Изначально, пластинка была зациклена. В CD издании зацикленность уже отсутствовала.
На обложку альбома попала одна из самодельных фотографий — водокачка. В диске присутствовали такие предметы: старая листовка, картинка нарисованная гитаристом Efrim Menuck, один канадский пенни раздавленный поездом, трафаретное изображение посвященное блюзовому музыканту Гари Дэвису. Со временем содержание альбома было упорядочено лейблом.
Второе издание стало значительно проще в художественном оформлении. В CD издании на обложку было помещено изображение дорожного знака. Внутри альбома находился рисунок «Faulty Schematics of a Ruined Machine», нарисованный Efrim Menuck, переоформленный со времени первого издания.

## Издание и критика
| Оценки критиков | Оценки критиков |
| Источник        | Оценка          |
| --------------- | --------------- |
| Allmusic        | [ 1 ]           |
| Pitchfork Media | (9.3/10)        |
| SputnikMusic    | [ 3 ]           |

Изначально, группа намеревалась выпускать семидюймовые пластинки самостоятельно. Идея была пересмотрена когда Дон Уилки и Ян Илавский, основатели независимого лейбла Constellation, предложили переиздать его. Альбом был издан в августе 1997 лимитированным изданием. 500 пронумерованных пластинок упакованных собственноручно. Количество рецензий на первых порах было скудно. «Stylus Magazine» говорил, что альбом был «инновационным и изобретательским», а также то, что «он открывает уникальную территорию для экспериментов в мире заезженных чувств». Gordon Krieger из журнала Exclaim! назвал альбом «медленным саундтреком сожаления и печали или безнадежным ожиданием и надеждой в будущее».

## Список композиций

### Винил
| №                   | Название                      | Длительность |
| ------------------- | ----------------------------- | ------------ |
| 1.                  | «The Dead Flag Blues (Intro)» | 6:09         |
| 2.                  | «Slow Moving Trains»          | 3:23         |
| 3.                  | «The Cowboy...»               | 4:16         |
| 4.                  | «Drugs in Tokyo»              | 3:29         |
| 5.                  | «The Dead Flag Blues (Outro)» | 1:52         |
| 6.                  | Без названия                  | 1:34         |
| Общая длительность: | Общая длительность:           | 20:43        |

| №  | Название                                                               | Длительность |
| -- | ---------------------------------------------------------------------- | ------------ |
| 1. | «...Nothing's Alrite in Our Life..." / "The Dead Flag Blues (Reprise)» | 2:00         |
| 2. | «The Sad Mafioso...»                                                   | 5:33         |
| 3. | «Kicking Horse on Brokenhill»                                          | 5:37         |
| 4. | «String Loop Manufactured During Downpour...»                          | 4:26         |

### Компакт диск
| №                   | Название                               | Длительность |
| ------------------- | -------------------------------------- | ------------ |
| 1.                  | «The Dead Flag Blues (Intro)»          | 6:37         |
| 2.                  | «Slow Moving Trains" / "The Cowboy...» | 7:50         |
| 3.                  | «The Dead Flag Blues (Outro)»          | 2:00         |
| Общая длительность: | Общая длительность:                    | 16:27        |

| №                   | Название                                                               | Длительность |
| ------------------- | ---------------------------------------------------------------------- | ------------ |
| 1.                  | «...Nothing's Alrite in Our Life..." / "The Dead Flag Blues (Reprise)» | 1:35         |
| 2.                  | «The Sad Mafioso...»                                                   | 10:44        |
| 3.                  | «Drugs in Tokyo" / "Black Helicopter»                                  | 5:39         |
| Общая длительность: | Общая длительность:                                                    | 17:58        |

| №                   | Название                                      | Длительность |
| ------------------- | --------------------------------------------- | ------------ |
| 1.                  | «Divorce & Fever...»                          | 2:44         |
| 2.                  | «Dead Metheny...»                             | 8:07         |
| 3.                  | «Kicking Horse on Brokenhill»                 | 5:53         |
| 4.                  | «String Loop Manufactured During Downpour...» | 4:36         |
| 5.                  | Без названия (unlisted silence)               | 3:32         |
| 6.                  | «J.L.H. Outro»                                | 4:08         |
| Общая длительность: | Общая длительность:                           | 29:02        |

### Заметки

#### CD
- Композиция «J.L.H. Outro» была названа в честь Джона Ли Хукера. В CD издании он спрятан приблизительно за четырьмя минутами тишины в конце композиции «Providence».

## Участники
- Aidan Girt — барабаны
- Bruce Cawdron — перкуссия
- Christof Migone — скрипка
- David Bryant — гитара
- Efrim Menuck — электрогитара
- Mauro Pezzente — бас гитара
- Mike Moya — гитара, банджо
- Norsola Johnson — виолончель
- Thea Pratt — валторна
- Thierry Amar — бас гитара